# Ашхабадский мятеж (2008)
Ашхаба́дский мяте́ж — события 10 — 13 сентября 2008 года в столице Туркменистана, в ходе которых несколько человек открыли огонь по местным полицейским и несколько дней держали оборону здания завода, убив как минимум 7 силовиков. Для подавления стрелков, засевших в столичном районе Хитровка, власти применили тяжёлую бронетехнику. Властями, журналистами и оппозицией выдвигалось несколько версий произошедшего: борьба с наркотогровцами, ликвидация террористической ячейки, сорвавшийся политический заговор, акт сопротивления граждан против полицейского произвола. 

## Стрелки
Известно, что в перестрелке с туркменскими силовиками участвовали и погибли двое местных жителей — Худайберды Амандурдыев, известный как «Аждар» (род. 1973), и Ахмед Ходжагулыев (род. 1980).
Худайберды был одним из «ашхабадской восьмёрки», арестованной и приговорённой к тюремному заключению в 1995 году за организацию и участие в антиправительственной демонстрации. Был приговорён к пяти годам заключения (первые два — в тюрьме строгого режима) как «хулиган». За освобождение «восьмёрки» боролся ряд правозащитных организаций, как, например, «Международная Амнистия». Был оправдан за отсутствием состава преступления и освобождён в апреле 1998 года. Вместе с ним были арестованы трое его однофамильца, преположительно, являющиеся его братьями, и освобождённые в том же году. Родился и вырос Амандурдыев в Ашхабаде, получил среднее образование, на момент ареста был безработным. Сообщалось, что он имел криминальные связи.
Ахмед был младшим офицером пограничных войск Туркменистана в отставке и другом Худайберды, а также носил нестриженную бороду, что могло быть источником слухов о связях стрелков с исламистами, хотя по другим сообщениям оба не были особо религиозны.

## Реакции, оценки и последствия
Личное выступление президента Бердымухамедова касательно данных событий на заседании Государственного совета безопасности 15 сентября было охарактеризовано, как «экстраординарное» событие и «некоторый отход от ниязовской практики тотального умолчания».  В этом выступлении он продвинул версию о том, что стрелки были наркоторговцами, также назвав их «террористами» и «врагами нации».
Рядом аналитиков было отмечено, что в силу жёсткого контроля туркменских властей над информацией практически невозможно достоверно установить точную природу событий и их подробности, включая количество жертв, а обе основные продвигаемые версии (о наркоторговцах и исламистах) «не говорят хорошо о политической и экономической стабильности страны».
Поступавшие сообщения от правозащитников и журналистов, основанные на инсайдах из силовых структур, называли цифры в 9, 12, 20  погибших с не меньшим количеством раненных, в том числе в тяжёлом состоянии, а слухи и неподтверждённые сообщения, в том числе из больниц, доходили до 40-50 погибших.
Спекуляции о версии, что стрелки были исламистами, развились в возможный сценарий, в рамках которого в Туркменистан проникла целая группа боевиков через Афганистан, якобы включавшая в себя членов Исламского движения Узбекистана. В этом сценарии их целью могло быть выдвижение требования о создании исламского государства на территории Туркменистана, приуроченное к заседанию Меджлиса 26 сентября по принятию обновлённой Конституции.
В марте 2009 года организация Human Rights Watch направила президенту Бердымухамедову письмо о проблемах с соблюдением прав человека в Туркменистане. В нём, помимо прочего, упоминались и события в Ашхабаде; отмечалось, что в силу скудности официальной информации сложно оценить, были ли властями соблюдены права человека. Упоминается, что Амандурдыев входил в «ашхабадскую восьмёрку», а поводом для произошедшего могло послужить неправомерное обращение с его женой полицейскими. На тот момент туркменское правительство не сообщало о каком-либо расследовании сентябрьских событий, а также о том, «имеются ли в связи с этим какие-либо заявления о применении полицией избыточной силы, пытках или других нарушениях».
Резонансные события были использованы и Интернет-мошенниками. Через несколько лет в туркменском Интернете группа хакеров распространила сообщение, что один из участников перестрелки якобы был не убит и не арестован, а «скрыт от народа», и, чтобы увидеть его фото, которые от общественности скрывают власти, нужно перейти по прикреплённой ссылке, в действительности содержавшей компьютерный вирус. Жертвами этого «особенно разрушительного» поста стали 500 пользователей, то есть 0.6% по всему Туркменистану.